# Bill Campbell
William Alexander Campbell, detto Bill (Brisbane, 28 novembre 1961), è un ex rugbista a 15 e medico australiano, in carriera agonistica seconda linea, che rappresentò l'Australia alla Coppa del Mondo di rugby 1987.

## Biografia
Nativo di Brisbane, militò negli Wests con cui vinse un campionato del Queensland e un titolo nazionale australiano.
Esordì in Nazionale australiana nel 1984 in un test match contro Figi nel 1984; il suo utilizzo nel ruolo di seconda linea, all'epoca inusuale per la sua altezza (più di due metri), fu il prodromo di uno standard ormai consolidato nel rugby moderno.
Con gli Wallabies prese parte alla Coppa del Mondo di rugby 1987, la prima della storia, che l'Australia chiuse al quarto posto, dopo aver perso la semifinale contro la Francia e la finale di consolazione contro il Galles.
Il suo ultimo incontro internazionale, che coincise anche con il ritiro dall'attività agonistica, fu a 29 anni nel 1990, contro la Nuova Zelanda, una vittoria che valse la Bledisloe Cup.
Dopo il ritiro Campbell completò gli studi in medicina e si laureò il giorno dopo che l'Australia si aggiudicò la vittoria nella Coppa del Mondo di rugby 1991.
Nel 1999 si trasferì a Melbourne (Victoria), dove tuttora lavora come chirurgo.

## Palmarès
- Queensland Premier Rugby: 1
Wests: 1985
- Australian Club Championship: 1
Wests: 1986